# 京都市立洛風中学校
京都市立洛風中学校（きょうとしりつらくふうちゅうがっこう）は、京都府京都市中京区にある公立中学校である。不登校を経験した生徒を受け入れている。
校舎には、1993年（平成5年）に閉校した京都市立初音中学校の校舎の一部を使用している。

## 特色
全国3番目に開校した学びの多様化学校（いわゆる不登校特例校）。そのため、授業時間数は年770時間と少ない。
また、「科学の時間」「創造工房」など、独自の授業を実施している。

## 沿革

### 年表
- 2004年（平成16年）10月 - 開校。
- 2014年（平成26年）10月 - 10周年記念式典開催。